# 杨统 (十六国)
杨统（?—?），弘农郡（今陕西省华阴市）人。十六国时将领，历事后凉、南凉、北凉。
杨统开始在后凉天王吕光儿子太原公吕纂属下当司马，397年，太常郭黁拥立田胡部落的首领王乞基谋反。杨统对他的堂兄杨桓说：“郭黁领兵起事，定不会盲目作战，我想杀掉吕纂，推举您为首领，西袭吕弘，占据张掖，向其他各郡发号施令。”杨桓不同意。杨统到了番禾县，归附了郭黁。郭黁失败後，杨统投奔南凉。399年，秃发乌孤问大臣们，先攻取陇右、河西的吕氏、乞伏氏、段氏哪一家。杨统说：“乞伏氏本是我们属下的一个部落，终究会归附我们。段业是一介书生，没有能力制造祸患。吕光衰老不堪，其子吕绍又懦弱无能。可以攻打吕氏。407年，南凉禿髮傉檀带领五万多人讨伐北凉沮渠蒙逊，在均石展开激战，南凉大败。沮渠蒙逊在日勒进攻西郡太守杨统，迫使杨统投降。沮渠蒙逊拜为右长史，宠信他超过功臣旧人。